# کیسه (کیسه‌داران)

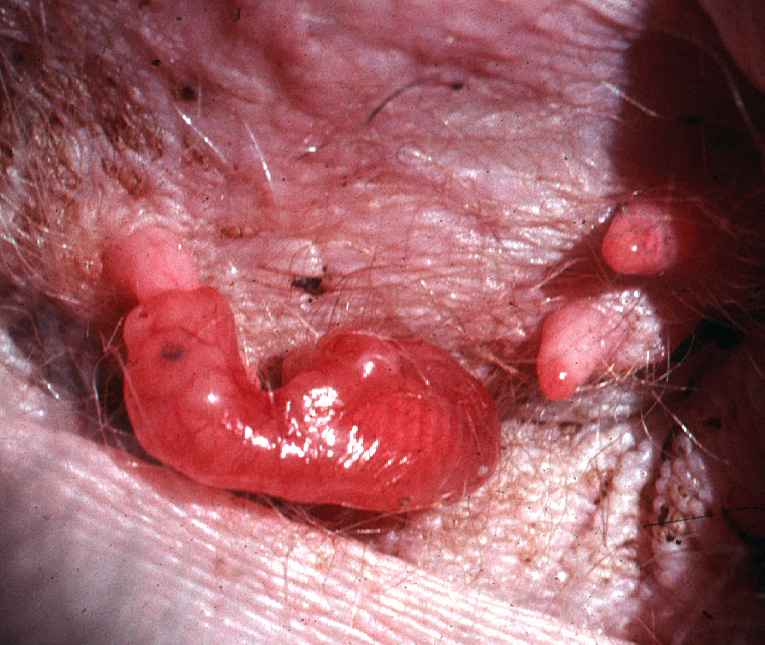
نوزاد شکل‌نگرفتهٔ کانگورو در کیسه مادر

کیسه اندامی در بدن کیسه‌داران ماده‌است (به همراه نمونه‌های بسیار کمی از نرهای دارای کیسه همچون صاریغ آبی) که پذیرای جنین شکل‌نگرفته جانور می‌شود. هنگامی که جنین متولد می‌شود از درون بدن مادر به آهستگی بالا می‌رود تا به کیسه برسد. کیسه پوششی از پوست با تنها یک ورودی است که نوک پستان‌ها را می‌پوشاند تا از بچه در هنگام بزرگ شدن محافظت کند.
کیسه کانگوروها در جلوی بدن باز می‌شود و بچه‌کانگورو ناچار است فاصله به نسبت زیادی را برای فرورفتن دوباره در کیسه هنگامی که بیرون از آن است، طی کند. کانگوروها و والابی‌ها اجازه می‌دهند تا فرزندانشان حتی پس از آنکه توانایی فیزیکی کامل برای زندگی بر روی زمین را پیدا کردند، در کیسه بمانند. آن‌ها اغلب دو نوزاد را در کیسه خود نگه می‌دارند، یکی جوان و به خوبی بزرگ‌شده، و دیگری کوچک و لاغر مانده.